# Лешек Вайда
Лешек Якуб Вайда (пол. Leszek Jakub Wajda; 20 серпня 1927, Сувалки — 15 травня 2015, Краків) — польський сценограф, художник, професор Академії Образотворчих Мистецтв імені Яна Матейка в Кракові.

## Життєпис
Лешек Вайда походив з родини професійного військового — Якуба Вайди (1900—1940). Його старшим братом був режисер Анджей Вайда.
Обіймав посаду декана Факультету архітектури та інтер'єрів Академії мистецтв у Кракові. Разом з дружиною Анною співпрацював з Національним музеєм у Кракові і Королівським замком на Вавелі при організації виставок. Співпрацював також із братом, як сценограф у таких фільмах, як «Попіл і алмаз», «Завтра-прем'єра», «Безневинні чародії» або «Самсон».
У 1993 році він був нагороджений Кавалерським хрестом Ордена Відродження Польщі за видатні заслуги для польської культури.